# Nederby
Nederby – miasto w Danii, w regionie Jutlandia Środkowa, w gminie Skive, na wyspie Fur.
Na terenie miasta funkcjonuje muzeum Fur o tematyce geologicznej i lokalnej i hitorii.